# Елизаровка (приток Васюгана)
Елизаровка — река в России, протекает по Парабельскому и Каргасокскому районам Томской области. Устье реки находится в 891 км по правому берегу реки Васюган. Длина реки составляет 32 км.

## Притоки
- Гиршев
- Малиновый Ключ
- 15 км: река Северная

## Данные водного реестра
По данным государственного водного реестра России относится к Верхнеобскому бассейновому округу, водохозяйственный участок реки — Васюган, речной подбассейн реки — бассейны притоков Оби (верхней) от Кети до Васюгана. Речной бассейн реки — Обь (верхняя) до впадения Иртыша.